# Sint-Servatiuskerk (Sluizen)
De Sint-Servatiuskerk is een kerkgebouw in Sluizen in de Belgische gemeente Tongeren-Borgloon in de provincie Limburg. De kerk ligt op een kerkheuvel aan de Viséweg en wordt omgeven door een ommuurd kerkhof.
De kerk is de parochiekerk van het dorp en is gewijd aan Sint-Servatius.

## Geschiedenis
In de 12e en/of 13e eeuw stamde de oorspronkelijke kerk van Sluizen. Deze kerk was opgetrokken in Rijn-Maaslandse stijl. Alleen de toren en de onderbouw van het koor bleven daarvan nog bewaard.
In de 17e eeuw werden de middenbeuk en zijbeuken gebouwd.
In 1865-1870 werd de kerk herbouwd naar het ontwerp van architect Herman Jaminé met behoud van het oorspronkelijk grondplan.

## Opbouw
Het neoromaanse basilicale gebouw bestaat uit een voorstaande westtoren, een driebeukig schip met drie traveeën en een halfrond gesloten koor met een rechte travee. Aan de zuidzijde van de koor staat er haaks op het rechte koortravee de sacristie. De toren heeft een tentdak, twee geledingen, lichtsleuven en een onderbouw van silex met hoekbanden van kwartsiet waarboven een deel in Franse steen. In 1864 werd de toren van een neoromaans rondboogportaal voorzien, terwijl de toren oorspronkelijk gesloten was. Verder heeft de toren in de noordzijde en de zuidzijde delen van kwartsiet, drie bifora, de bovenbouw met een fries uit de 19e eeuw en twee rondboogvormige galmgaten in iedere gevel. De delen uit de 19e eeuw in het schip en het koor zijn met Franse steen gebouwd. De middenbeuk heeft bovenlichten in rondboogvorm, met verder neoromaanse elementen aan fries en kroonlijsten. De zijbeuken hebben per travee een eigen zadeldak en de rest van het gebouw wordt door een zadeldak met leien gedekt. In de noordelijke zijbeuk bevindt zich een rondboogportaal. Het sacristie en de rechte koortravee hebben rondboogvensters met zuiltjes in neoromaanse stijl. De koorsluiting is grotendeels origineel met muren van silex voor drie kwart van de hoogte. De gevel heeft rondbooglisenen, een vierpasvenster in het midden en verder in Franse steen een neoromaans fries en kroonlijst. De kerk heeft in het schip (middenbeuk en zijbeuken) een houten zoldering. De middenbeuk wordt van de zijbeuken gescheiden door een rondboogarcade op zware pijlers die in de langsrichting geflankeerd worden door halfzuilen. Vroeger had de kerk een andere scheiding, die de westelijke travee nog heeft: een romaanse rondboog op pijlers. Tussen het koor en het schip bevindt zich een hoge rondboog die door colonnetten wordt geflankeerd. Boven het rechte koortravee en de sacristie bevindt zich een kruisribgewelf op colonetten. De koorsluiting heeft een overwelving van een halve koepel.